# Fußball-Weltmeisterschaft 1966/Chile
Dieser Artikel behandelt die chilenische Nationalmannschaft bei der Fußball-Weltmeisterschaft 1966.

## Qualifikation
| Chile     | - | Kolumbien | 7:2 (4:0) |
| Kolumbien | - | Chile     | 2:0 (0:0) |
| Ecuador   | - | Chile     | 2:2 (1:1) |
| Chile     | - | Ecuador   | 3:1 (1:1) |

| Entscheidungsspiel |

| Chile | - | Ecuador | 2:1 (2:0) |

## Chilenisches Aufgebot
| Nummer / Name | Nummer / Name           | Damaliger Verein          | Geburtstag | Sp.      | Tor      | Rot      |          |          |
| Torhüter      | Torhüter                | Torhüter                  | Torhüter   | Torhüter | Torhüter | Torhüter | Torhüter | Torhüter |
| ------------- | ----------------------- | ------------------------- | ---------- | -------- | -------- | -------- | -------- | -------- |
| 9             | Adán Godoy              | Universidad Católica      | 26.11.1936 | 0        | 0        | 0        |          |          |
| 13            | Juan Olivares           | CD Santiago Wanderers     | 20.02.1941 | 3        | 0        | 0        |          |          |
| Abwehr        |                         |                           |            |          |          |          |          |          |
| 2             | Hugo Berly              | Audax Italiano La Florida | 31.12.1941 | 0        | 0        | 0        |          |          |
| 4             | Humberto Cruz           | Colo-Colo                 | 08.12.1939 | 3        | 0        | 0        |          |          |
| 5             | Humberto Donoso         | CF Universidad de Chile   | 09.10.1938 | 0        | 0        | 0        |          |          |
| 6             | Luis Eyzaguirre         | CF Universidad de Chile   | 22.07.1941 | 1        | 0        | 0        |          |          |
| 7             | Elías Figueroa          | CD Santiago Wanderers     | 25.10.1946 | 3        | 0        | 0        |          |          |
| 20            | Alberto Valentini       | Colo-Colo                 | 25.11.1938 | 2        | 0        | 0        |          |          |
| 21            | Hugo Villanueva         | CF Universidad de Chile   | 09.04.1939 | 3        | 0        | 0        |          |          |
| Mittelfeld    |                         |                           |            |          |          |          |          |          |
| 10            | Roberto Hodge           | CF Universidad de Chile   | 30.07.1944 | 0        | 0        | 0        |          |          |
| 12            | Rubén Marcos            | CF Universidad de Chile   | 06.12.1942 | 3        | 2        | 0        |          |          |
| 14            | Ignacio Prieto Urrejola | Universidad Católica      | 23.09.1943 | 3        | 0        | 0        |          |          |
| 19            | Francisco Valdés        | Colo-Colo                 | 19.03.1943 | 0        | 0        | 0        |          |          |
| Angriff       |                         |                           |            |          |          |          |          |          |
| 1             | Pedro Araya             | CF Universidad de Chile   | 23.01.1942 | 3        | 0        | 0        |          |          |
| 3             | Carlos Campos           | CF Universidad de Chile   | 14.02.1937 | 0        | 0        | 0        |          |          |
| 8             | Alberto Fouillioux      | Universidad Católica      | 22.11.1940 | 2        | 0        | 0        |          |          |
| 11            | Honorino Landa          | CD Green Cross            | 01.06.1942 | 2        | 0        | 0        |          |          |
| 15            | Jaime Ramírez           | CF Universidad de Chile   | 14.08.1931 | 0        | 0        | 0        |          |          |
| 16            | Orlando Ramírez         | CF Universidad de Chile   | 07.05.1943 | 0        | 0        | 0        |          |          |
| 17            | Leonel Sánchez          | CF Universidad de Chile   | 25.04.1936 | 3        | 0        | 0        |          |          |
| 18            | Armando Tobar           | Universidad Católica      | 02.01.1940 | 1        | 0        | 0        |          |          |
| 22            | Guillermo Yávar         | CF Universidad de Chile   | 26.03.1943 | 1        | 0        | 0        |          |          |
| Trainer       |                         |                           |            |          |          |          |          |          |
|               | Luis Álamos             |                           | 25.12.1923 |          |          |          |          |          |

## Spiele der chilenischen Mannschaft
Für die Mannschaft Chiles, die vier Jahre zuvor im eigenen Land noch den dritten Platz belegen konnte, verlief die WM äußerst enttäuschend. Lediglich einen Punkt aus dem Spiel gegen Nordkorea konnte man erringen, die zumeist defensive Spielweise wurde nicht mehr honoriert.
| Vorrunde    |   |           |           |
| Italien     | - | Chile     | 2:0 (1:0) |
| Chile       | - | Nordkorea | 1:1 (1:0) |
| Sowjetunion | - | Chile     | 2:1 (1:1) |